# Windward Performance
Windward Performance ist ein US-amerikanischer Flugzeugentwicklungsbetrieb und -hersteller in Bend, Oregon. Das Unternehmen wurde durch Greg Cole gegründet, der auch dessen Geschäftsführer ist.

## Flugzeugkonstruktionen
Windward Performance unterstützt andere Firmen mit ihrer technischen Expertise im Faserverbundbau und entwickelt und baut am Flugplatz Bend Flugzeuge wie das Ultraleichtsegelflugzeug SparrowHawk, das Leistungssegelflugzeug DuckHawk und das Stratosphärenforschungsflugzeug Perlan II, mit dem am 3. September 2017 mit 15.800 m ein neuer Höhenweltrekord im Segelflug aufgestellt wurde.